# Der letzte Kampf
Der letzte Kampf bzw. Der Kampf um Narnia bzw. Die Tür auf der Wiese. Eine Geschichte aus dem Wunderlande Narnia (engl. The Last Battle) stellt den siebten und letzten Band der von C. S. Lewis verfassten Buchreihe Die Chroniken von Narnia dar. Er wurde 1956 geschrieben und im selben Jahr veröffentlicht.

## Inhalt
Der Affe Listig überredet den naiven Esel Wirrkopf, sich mit einem alten Löwenfell zu verkleiden, das er gefunden hat. Dann behauptet Listig gegenüber den anderen Narnianen, Aslan sei zurückgekehrt, und lässt den Esel als Löwen auftreten. Listig beabsichtigt mit dieser Täuschung, das Vertrauen der Narnianen zu gewinnen, damit diese sich ihm unterwerfen. Als ihm dies gelingt, liefert Listig das Land Narnia und die Tiere den fremden Kalormenen aus. Die sprechenden Tiere werden versklavt und gequält, sie müssen in Narnia für die Fremden arbeiten.
König Tirian, der sich in dieser Zeit im gleichen Wald befindet, erfährt davon und greift mit dem befreundeten Einhorn Kleinod die Kalormenen an. Sie werden jedoch gefangen genommen und getrennt. Als Tirian mitten in der Nacht aufwacht, sieht er eine Vision von einer Gruppe von Menschen und bittet sie um Hilfe. Kurz darauf erscheinen aus dem Nichts zwei Jugendliche; diese befreien Tirian und das Einhorn aus der Gefangenschaft, und auch der Esel wird mitgenommen. Die Jugendlichen geben sich als Jill und Eustachius zu erkennen, die bereits früher in Narnia waren (siehe Der silberne Sessel). Zusammen fliehen sie vor den Kalormenen in einen nahe liegenden Wachtturm und statten sich dort mit Rüstungen, Waffen und Verpflegungen aus. Durch einen Zentauren wird ihnen mitgeteilt, dass Tirians Schloss Cair Paravel von einer großen Streitmacht aus Kalormen angegriffen und zerstört wurde. Daraufhin greifen sie erneut das Lager der Feinde an.
Sie werden schließlich umzingelt und überwältigt. Dann zwingt man sie, einen nach dem anderen, einen Stall zu betreten. In diesem soll der kalormenische Gott Tash, an den Listig in Wahrheit gar nicht glaubt, auf sie warten, um sie zu vernichten. Listig hat in dem Stall Mörder postiert, die die Menschen töten sollen. Tirian schafft es, den Affen sowie den Anführer der Kalormenen ebenfalls in den Stall zu drängen. Tash taucht daraufhin tatsächlich auf und vernichtet beide.
Doch als Jill, Eustachius und Tirian den Stall betreten, finden sie sich nicht in einem dunklen, alten Stall wieder, sondern in einem sonnendurchfluteten grünen Land voller Wälder. Dort treffen sich die „Sieben Freunde Narnias“ wieder: Peter, Edmund, Lucy, Eustachius, Jill, Digory und Polly, also alle Menschen, die im Laufe der Zeit Narnia besucht haben. Nur Susan bleibt in der Menschenwelt zurück, da sie aufgehört hat, an Narnia zu glauben. Aslan erscheint, und auf seinen Befehl hin wird das Narnia außerhalb des Stalls vernichtet. Der Ort innerhalb des Stalls wird als „Aslans Land“ offenbart, und dort treffen sie alle alten – und längst verstorbenen – Gefährten aus Narnia wieder, die sie auf ihren Reisen getroffen hatten. Anschließend erklärt ihnen Aslan, dass dies das wirkliche Narnia ist und sie nun für immer hier bleiben dürfen. In ihrer ursprünglichen, der irdischen Welt, sind sie nämlich durch ein Zugunglück ums Leben gekommen und haben so das irdische Leben hinter sich gelassen.

## Christliche Deutung
Lewis vermittelt in diesem letzten Teil der Narnia-Chronik seine Sicht der christlichen Eschatologie. Sowohl das Ende der Narnia-Welt als auch die neue Welt werden detailliert beschrieben.
Der Affe Listig und der Esel Wirrkopf tragen Züge des Teufels und des Antichrist. Lewis geht in seiner Theologie von einem personifizierten Bösen aus. Aus diesem Grund enthält das Werk die Gestalt des „Götzengottes Tash“, dem bösen Gott der Kalormenen, der herbeigerufen zum Erschrecken seines Beschwörers wirklich erscheint. Während Tash das Böse personifiziert, steht Aslan als sein Gegenspieler für das Gute. Einem noblen Kalormenen, einem Verehrer Tashs, erklärt Aslan allerdings, dass er alles Gute, das er getan hat, in seinem Namen tat, während alles Böse, das in Aslans Namen geschah, Tash gehört. Es kommt also nicht darauf an, wem oder in wessen Namen man das Gute (oder das Böse) tut, die Tat an sich ist entscheidend.
Lewis schildert das Leben nach dem Tod bei Gott als Freiheit und Abenteuer, als nie endendes Glück. Er erklärt diese Vorstellung in seinem Roman: Für sie [d. h. alle Kreaturen, die nun im „wirklichen Narnia“ leben] aber war es nur der Anfang der wahren Geschichte. Ihr ganzes Leben in dieser irdischen Welt und alle ihre Abenteuer in Narnia waren nur der Umschlag und das Titelblatt gewesen. Nun erst begannen sie das erste Kapitel der großen Geschichte, die noch keiner auf Erden gelesen hat, der Geschichte, die ewig weitergeht und in der jedes Kapitel besser ist als das vorangegangene.
Dieses Leben trägt die Merkmale der Ewigkeit im nicht-metrischen Sinn, Glückseligkeit und Gottesnähe. Im Buch drückt sich dies folgendermaßen aus: Als Aslan den Kindern erklärt, dass sie in ihrer Welt gestorben sind und aus diesem Grund nach Narnia kamen, betont er, dass sie nun nicht mehr aus diesem Land weg müssten – sie dürften für immer bleiben. Dennoch wird ihre Geschichte weitergehen und sie werden weiterhin Erfahrung sammeln sowie Abenteuer erleben. Das Glück, das alle Wesen im neuen Land verspüren, wird durch das Gefühl, das sie bekommen, als sie das „wahre London“ bzw. das „wahre Narnia“ sehen, ausgedrückt. Diese Bilder tragen Parallelen zum himmlischen Jerusalem der Bibel. Die Gottesnähe erklärt sich durch die Begebenheit, dass sie nun im Land von Aslans Vater (= Gott Vater, d. h. im Himmel bzw. dem neuen Himmel und der neuen Erde (vgl. Offenbarung Kap. 21)), also jenseits der Meere angekommen sind. Der Hinweis, dass Aslan hier „gar nicht mehr wie ein Löwe“ aussieht, weist auf das schon am Ende der Reise auf der Morgenröte Angedeutete hin, dass nämlich Aslan und Jesus Christus miteinander identisch sind.
Das Motiv des „Schattenreiches“, ein bei C. S. Lewis immer wiederkehrendes Motiv, welches sich sowohl in der Bibel (z. B. im Brief an die Hebräer) als auch bei Platon (Höhlengleichnis) wiederfindet, wonach das Irdische – sei es die Erde oder das „weltliche“ Narnia, welche beide Anfang und Ende haben – nur ein Abbild oder Schatten des Himmlischen darstellt (in der Bibel wird dies anhand der alttestamentlichen Stiftshütte erklärt, deren wahre Version im Himmel ist), tritt auch hier zutage, indem Lewis Aslan sagen lässt, dass sie, nach „Schattenreich“-Maßstäben, tot seien; dass der Traum zu Ende sei und der Morgen begonnen habe.

## Rezensionen
- Rezension des SF (science & fiction) Radios
- Zusammenfassung der Handlung
- www.fantasyguide.de Rezension alle Narnia-Bücher
- Leserrezension des Adeba-Onlinebuchhandels